# King Cove
King Cove (aleut.: Agdaaĝux̂) ist ein Ort mit dem Status einer City im Aleutians East Borough im US-Bundesstaat Alaska. Das U.S. Census Bureau hatte bei der Volkszählung 2020 eine Einwohnerzahl von 757 ermittelt. Fast alle Arbeitsplätze in der Gemeinde sind in Fischfang oder dem fischverarbeitenden Gewerbe angesiedelt. Die Ureinwohner Alaskas aus der Region King Coves, die knapp die Hälfte der Bevölkerung ausmachen, sind Unangan vom Stamme der Agdaaĝux̂.

## Geografie
Der Ort liegt vor der King Lagoon im King Cove einer Bucht auf der pazifischen Seite der Halbinsel Alaskas. Es gibt keine Straßen, die die Siedlung mit anderen Orten verbindet, sie ist nur über den Luft- oder Seeweg erreichbar. Der Hafen King Cove gehört zu den Häfen des Alaska Marine Highway, nach dem United States Census Bureau umfasst das Gemeindegebiet eine Fläche 77,2 km², davon entfallen 11,8 km² auf Wasserflächen.

## Demografische Daten
Nach der Volkszählung im Jahr 2000 lebten hier 792 Menschen in 170 Haushalten und 116 Familien. Die Bevölkerungsdichte beträgt 12,1 Einwohner pro km².
Die Bevölkerung setzt sich aus folgenden Gruppen zusammen: 15,03 % Weiße, 1,64 % Afroamerikaner, 46,72 % amerikanische Ureinwohner, 26,77 % Asiaten, 0,13 % pazifische Insulaner 5,93 % andere Ethnien und 3,79 % stammen von zwei oder mehr Ethnien ab. 7,45 % der Bevölkerung sind spanischer oder lateinamerikanischer Abstammung.
Von den 170 Haushalten hatten 45,3 % Kinder unter 18 Jahren, die bei ihnen lebten, 46,5 % davon waren verheiratete, zusammenlebende Paare, 15,9 % waren allein erziehende Mütter und 31,2 % waren keine Familien. 25,3 % bestanden aus Singlehaushalten und in 2,9 % lebten Menschen mit 65 Jahren oder älter. Die Durchschnittshaushaltsgröße betrug 2,9 und die durchschnittliche Familiengröße 3,53 Personen.
21,3 % der Bevölkerung waren unter 18 Jahre alt. 11,9 % zwischen 18 und 24 Jahre, 41 % zwischen 25 und 44 Jahre, 22,7 % zwischen 45 und 64, und 3 % waren 65 Jahre alt oder Älter. Das Durchschnittsalter betrug 35 Jahre. Auf 100 weibliche Personen kamen 147,5 männliche Personen. Auf 100 Frauen im Alter von 18 Jahren oder darüber kamen 166,2 Männer.
Das jährliche Durchschnittseinkommen eines Haushalts betrug $45.893 und das jährliche Durchschnittseinkommen einer Familie betrug $47.188. Männer hatten ein durchschnittliches Einkommen von $30.714 gegenüber den Frauen mit $19.125. Das Prokopfeinkommen betrug $17.791. 11,9 % der Personen und 3,3 % der Familien lebten unterhalb der Armutsgrenze. 1,7 % von ihnen sind Kinder und Jugendliche unter 18 Jahre und 27,3 % sind 65 Jahre oder älter.